# Critérium Internacional 2014
El Critérium Internacional 2014 se disputó entre el 29 y el 30 de marzo, sobre un trazado de 275 km divididos en 3 etapas en 2 días, en Porto-Vecchio (Córcega del Sur) y sus alrededores, repitiendo el recorrido establecido desde la edición del 2012.
La prueba perteneció al UCI Europe Tour 2013-2014 dentro de la categoría 2.HC (máxima categoría de estos circuitos).
El ganador final fue Jean-Christophe Péraud tras hacer una buena contrarreloj y quedar segundo en la etapa de montaña consiguiendo una ventaja suficiente para alzarse con la victoria. Le acompañaron en el podio Mathias Frank (vencedor de una etapa y de las clasificaciones de la montaña y por puntos) y Tiago Machado, respectivamente.
En las otras clasificaciones secundarias se impusieron Rafał Majka (jóvenes) y IAM (equipos).

## Equipos participantes
Tomaron parte en la carrera 15 equipos: 8 de categoría UCI ProTeam; 5 de categoría Profesional Continental; y 2 de categoría Continental. Formando así un pelotón de 113 ciclistas, con 8 corredores cada equipo (excepto el FDJ.fr, Bretagne-Séché Environnement, Tinkoff-Saxo, Cofidis, Solutions Crédits, NetApp-Endura, Colombia y Giant-Shimano que salieron con 7). Los equipos participantes fueron:
| Equipo                       | Cód. UCI | Categoría               |
| ---------------------------- | -------- | ----------------------- |
| Trek Factory Racing          | TFR      | UCI ProTeam             |
| FDJ.fr                       | FDJ      | UCI ProTeam             |
| Tinkoff-Saxo                 | TST      | UCI ProTeam             |
| Team Astana                  | AST      | UCI ProTeam             |
| Ag2r La Mondiale             | ALM      | UCI ProTeam             |
| Garmin-Sharp                 | GRS      | UCI ProTeam             |
| Cofidis, le Crédit en Ligne  | COF      | Profesional Continental |
| NetApp-Endura                | NTE      | Profesional Continental |
| Team Europcar                | EUC      | UCI ProTeam             |
| BigMat-Auber 93              | BIG      | Continental             |
| Colombia                     | COL      | Profesional Continental |
| Giant-Shimano                | GIA      | UCI ProTeam             |
| Bretagne-Séché Environnement | BSE      | Profesional Continental |
| IAM Cycling                  | IAM      | Profesional Continental |
| La Pomme Marseille 13        | LPM      | Continental             |

## Etapas
| Etapa | Fecha       | Recorrido                       | km      | Ganador        | Líder                  |
| ----- | ----------- | ------------------------------- | ------- | -------------- | ---------------------- |
| 1ª    | 29 de marzo | Porto-Vecchio-Porto-Vecchio     | 89,5    | Nacer Bouhanni | Nacer Bouhanni         |
| 2ª    | 29 de marzo | Porto-Vecchio-Porto-Vecchio     | 7 (CRI) | Tom Dumoulin   | Tom Dumoulin           |
| 3ª    | 30 de marzo | Porto-Vecchio-Col de l’Ospedale | 179     | Mathias Frank  | Jean-Christophe Péraud |

## Clasificaciones finales

### Clasificación general
| Posición | Ciclista               | Equipo                       | Tiempo          |
| -------- | ---------------------- | ---------------------------- | --------------- |
|          | Jean-Christophe Péraud | Ag2r La Mondiale             | 7 h 00 min 12 s |
| 2        | Mathias Frank          | IAM                          | a 1 s           |
| 3        | Tiago Machado          | NetApp-Endura                | a 19 s          |
| 4        | Rafał Majka            | Tinkoff-Saxo                 | a 25 s          |
| 5        | Eduardo Sepúlveda      | Bretagne-Séché Environnement | a 26 s          |
| 6        | Fränk Schleck          | Trek Factory Racing          | a 28 s          |
| 7        | Julien Simon           | Cofidis, Solutions Crédits   | a 47 s          |
| 8        | Alexis Vuillermoz      | Ag2r La Mondiale             | a 48 s          |
| 9        | Bob Jungels            | Trek Factory Racing          | a 57 s          |
| 10       | Fabio Duarte           | Colombia                     | a 1 min 07 s    |

### Clasificación por puntos
| Posición | Ciclista               | Equipo           | Puntos |
| -------- | ---------------------- | ---------------- | ------ |
|          | Mathias Frank          | IAM              | 20     |
| 2        | Jean-Christophe Péraud | Ag2r La Mondiale | 20     |
| 3        | Tom Dumoulin           | Giant-Shimano    | 15     |

### Clasificación de la montaña
| Posición | Ciclista          | Equipo          | Puntos |
| -------- | ----------------- | --------------- | ------ |
|          | Mathias Frank     | IAM             | 6      |
| 2        | Stéphane Rossetto | BigMat-Auber 93 | 6      |
| 3        | Ivan Rovny        | Tinkoff-Saxo    | 6      |

### Clasificación de los jóvenes
| Posición | Ciclista          | Equipo                       | Puntos          |
| -------- | ----------------- | ---------------------------- | --------------- |
|          | Rafał Majka       | Tinkoff-Saxo                 | 7 h 00 min 37 s |
| 2        | Eduardo Sepúlveda | Bretagne-Séché Environnement | a 1 s           |
| 3        | Bob Jungels       | Trek Factory Racing          | a 32 s          |

### Clasificación por equipos
| Posición | Equipo              | Tiempo           |
| -------- | ------------------- | ---------------- |
|          | IAM                 | 21 h 04 min 37 s |
| 2        | Trek Factory Racing | a 1 min 09 s     |
| 3        | Ag2r La Mondiale    | a 2 min 24 s     |

## Evolución de las clasificaciones
| Etapa (Vencedor)               | Clasificación general  | Clasificación por puntos | Clasificación de la montaña | Clasificación de los jóvenes | Clasificación por equipos |
| ------------------------------ | ---------------------- | ------------------------ | --------------------------- | ---------------------------- | ------------------------- |
| 1.ª etapa (Nacer Bouhanni)     | Nacer Bouhanni         | Nacer Bouhanni           | Théo Vimpère                | Nacer Bouhanni               | Team Europcar             |
| 2.ª etapa (CRI) (Tom Dumoulin) | Tom Dumoulin           | Tom Dumoulin             | Théo Vimpère                | Tom Dumoulin                 | Garmin-Sharp              |
| 3.ª etapa (Mathias Frank)      | Jean-Christophe Péraud | Mathias Frank            | Mathias Frank               | Rafał Majka                  | IAM                       |
| Final                          | Jean-Christophe Péraud | Mathias Frank            | Mathias Frank               | Rafał Majka                  | IAM                       |